# Maytenus chubutensis
Maytenus chubutensis là một loài thực vật có hoa trong họ Dây gối. Loài này được (Speg.) Lourteig, O'Donell & Sleumer mô tả khoa học đầu tiên năm 1955.